# ロベール7世 (オーヴェルニュ伯)
ロベール7世（Robert VII d'Auvergne, 1282年頃 - 1325年10月13日）は、フランスのオーヴェルニュ伯およびブローニュ伯（1314年 - 1325年）。ロベール6世伯とその妻ベアトリス・ド・モンガスコン（Beatrice de Montgascon）の間の息子。
1303年6月25日にパリにおいて、クレルモン伯ロベールの娘ブランシュ・ド・ブルボン（1281年 - 1304年）と結婚し、息子を1人もうけた。
- ギヨーム12世（1332年没） - オーベルニュ伯およびブローニュ伯

1312年12月にフランドル伯ギー・ド・ダンピエールの孫娘にあたるシャトーダンの女子爵マリー・ド・ダンピエール（1286年以降 - 1350年）と再婚し、7人の子女をもうけた。
- ギー（1373年没） - リヨン大司教、枢機卿
- ジャン1世（1386年没） - モンフォール伯、のちオーヴェルニュ伯およびブローニュ伯
- ロベール（生没年不明）
- ゴドフロワ（1385年頃没） - モンガスコン領主、オーヴェルニュ女伯マリー1世の父親
- マオ（生没年不明） - 1334年にジュネーヴ伯アメデ3世と結婚する。対立教皇クレメンス7世の母親である。
- マルガレーテ（生没年不明） - 修道女
- マリー（生没年不明）